# Гаврилюк Надія Іванівна
Надія Гаврилюк (6 серпня 1979 , Чернівці ) — українська поетеса, літературознавець.

## Біографія
Надія Іванівна Гаврилюк народилася 1979 року в Чернівцях. Дошкільні роки минули в Теребовлі Тернопільської області, де Надія закінчила два початкові класи середньої школи. Подальшу освіту здобула в Києві.
Випускниця Київського національного університету імені Тараса Шевченка. Кандидат філологічних наук з фаху «теорія літератури».

## Творчість
Поезія Надії Гаврилюк наснажена сонячною енергією любові та християнською містикою. Її поетичний стиль позначений неокласичним кларизмом, нахилом до точної рими і строфічною винахідливістю.
Художній доробок поетеси складають збірки віршів:
1. «Щемить душа моя, щемить» (К.: Фенікс, 2001);
2. «Долання меж» (К.: Фенікс, 2008);
3. «Танго хуртовини» (К.: Фенікс, 2013);
4. «Еверест любові» (К.: Фенікс, 2014);
5. Nadija Hawryluk, «Esperanto», tłumaczenie z j. ukraińskiego Tadeusz Karabowicz (Lublin: Wydawnictwo Episteme, 2017);
6. «Дольки днів» (Дрогобич: Коло, 2017);
7. «У крапельці роси» (Дрогобич: Коло, 2018);
8. «Рентген у позачассі» (Дрогобич: Коло, 2019);
9. «Невтрачене колишнє» (К.: Ярославів Вал, 2021; 2-ге вид. -- 2024);
10. "В обличчя" (К.: Ярославів Вал, 2022);
11. "Я нічого не боюся" (К.: Ярославів Вал, 2024; вірші для дітей).

Її лірика звучала в ефірі Радіо «Культура», «Радіо Марія».   
На слова Надії Гаврилюк створено пісні:    
1. "Романс" (автор музики і виконавець — харківський бард Микола Воловик);
2. "Осінній етюд" (автор музики і виконавець — Юлія Муржак; м. Кам'янець-Подільський);
3. "Кожен до кохання доростає" (автор музики і виконавець — Тетяна Мирошнеченко; м. Київ);
4. "Жито" (автор музики і виконавець — Віктор Сидоренко, м. Харків);
5. "Моя душа" (автор музики і виконавець — Віктор Сидоренко, м. Харків).

Поезію перекладено англійською, данською, іспанською, польською, румунською, турецькою, угорською, фінською,  французькою.

## Наукова діяльність
2005 року захистила кандидатську дисертацію «Український поліметричний вірш: природа і тенденції розвитку». Нині — Старший науковий співробітник Відділу теорії літератури і літературної критики  Інституту літератури імені Тараса Шевченка НАН України. Працює в галузі віршознавства, досліджує проблеми рецепції. Авторка монографії «Український поліметричний вірш» (К.: Фенікс, 2009), першого в українському віршознавстві системного дослідження, присвяченого проблемі поліметрії, де простежено розвиток української поліметрії від джерел (народнопісенна поліметрія та нерівноскладовий книжковий вірш XVII–XVIII ст.) і посталої на їх основі творчості найбільшого майстра поліметрії ХІХ ст. — Тараса Шевченка — до поліметричних експериментів поетів ХХ–ХХІ ст. — Андрія Малишка, Івана Драча, Миколи Бажана, Григорія Чубая, Юрія Андруховича та Сергія Жадана. Авторка монографії: «Під плахтою неба: поезія Віри Вовк» (Дрогобич: Коло, 2019), присвяченої вивченню поезій Віри Вовк 2000-х років з погляду символіки. Поезію Віри Вовк розглянуто в єдності з біографією авторки та у зв’язку з окремими творами її прозового доробку. Авторка монографії: «Віршів золотий політ: поезія Світлани Короненко» (Київ: Ярославів Вал, 2021), присвяченої аналізу поезій Світлани Короненко з погляду тематики, літературно-мистецького підтексту, жанрів та метрико-ритмічних параметрів вірша. Поетичний доробок Світлани Короненко розглянуто цілісно із застосуванням герменевтичного методу. Авторка монографії: «Бачить далі, аніж зір: поезія Павла Мовчана» (Київ: Ярославів Вал, 2024), присвяченої аналізу поезій Павла Мовчана крізь призму філософських понять, визначальних для поета: стихій (вода, земля, вогонь, повітря, ефір), часу, простору, голосу, слова, пам’яті, людини. 
1. «Український поліметричний вірш: природа і тенденції розвитку» (2009);
2. «Під плахтою неба: поезія Віри Вовк» (2019)
3. «Віршів золотий політ: поезія Світлани Короненко» (2021)
4. «Бачить далі, аніж зір: поезія Павла Мовчана» (2024)

## Відзнаки
Лауреат Премії НАН України для молодих учених (2010) за монографію «Український поліметричний вірш».
Стипендіат Президента України (2011—2012).
Лауреат Премії імені Олександра Білецького в галузі літературної критики (2020).
Лауреат Всеукраїнського поетичного конкурсу «Вітер змін» (2012), Всеукраїнського поетичного вернісажу «Троянди й виноград — 2012».
Лауреат Літературної премії імені  Володимира Свідзінського  (2020) за поетичну книжку «Рентген у позачассі» (Дрогобич: Коло, 2019).